# آیبرک پکان
آیبرک پکان (انگلیسی: Ayberk Pekcan; ۲۲ مهٔ ۱۹۷۰ – ۲۴ ژانویهٔ ۲۰۲۲) بازیگر اهل ترکیه بود. وی بین سال‌های ۱۹۹۵ تا ۲۰۲۲ میلادی فعالیت می‌کرد.
از فیلم‌ها یا برنامه‌های تلویزیونی که وی در آن نقش داشته‌است می‌توان به خواب زمستانی، قیام ارطغرل، و اسب وحشی اشاره کرد.